# Барабанщикова, Валентина Владимировна
Валенти́на Влади́мировна Бараба́нщикова (род. 12 июня 1980, Москва) — российский психолог, доктор психологических наук (2016), доцент (2009),  член-корреспондент РАО (2019). Руководитель Департамента психологической работы Министерства обороны Российской Федерации

## Биография
Родилась 12 июня 1980 году в Москве в семье психолога В. А. Барабанщикова. Окончила факультет психологии МГУ в 2002 году.
В 2005 году защитила кандидатскую диссертацию «Модальность образной сферы как фактор оптимизации функционального состояния профессионалов в процессе психологической саморегуляции». Защитила докторскую диссертацию в 2016 году на тему «Профессиональные деформации в профессиях инновационной сферы».
C 2001 года работает на факультете психологии МГУ им. М. В. Ломоносова, с 2007 года — доцент, с 2015 по 2018 год — заместитель декана по учебной работе.
С 2018 года — начальник управления психологической работы (психологической службы Вооруженных Сил Российской Федерации) Главного военно-политического управления Вооруженных Сил Российской Федерации, с 2020 года — руководитель Департамента психологической работы Министерства обороны Российской Федерации.
С 2001 года — член Российского психологического общества, с 2005 года является членом Европейской ассоциации по психологии труда и организационной психологии (European Association of Work and Organizational Psychology, EAWOP).

## Научная деятельность
Сфера основных научных и педагогических интересов: психология труда и трудовой мотивации, психология саморегуляции функциональных состояний.
В докторской диссертации Барабанщикова рассмотрела феномен профессиональной деформации как ситуации развития субъекта труда, обосновала профессиональную природу спортивной деятельности.
Автор более 60 статей по проблемам психологии мотивации, психологической саморегуляции состояний, профессиональных деформаций личности, среди них основные:
- Эффективность психологических средств произвольной саморегуляции функционального состояния (в соавт. с Кузнецовой А.С. и Злоказовой Т.А.) // Экспериментальная психология. 2008. № 1. С. 102-130.
- Self-regulation training and prevention of negative human functional states at work: traditions and recent issues in Russian applied research (в соавт.  с Леоновой А.Б. и Кузнецовой А.С.) // Psychology in Russia: State of the art. 2010. P. 482-507.
- Job Specificity in Human Functional State Optimization by Means of Self-Regulation Training (в соавт. с Леоновой А.Б. и Кузнецовой А.С.) // Procedia - Social and Behavioral Sciences (Published by Elsevier Ltd). 2013. Vol. 86. P. 29-34.
- Феномен прокрастинации в деятельности членов виртуальных проектных групп (в соавт. с Каминской Е.О.) // Национальный психологический журнал. № 2 (10). 2013.
- Взаимосвязь типа организационной культуры и уровня трудовой мотивации персонала // Вестник Российского университета дружбы народов. Серия Психология и педагогика. 2014. №. 4. С. 57-64.
- Представления о вовлеченности в работу и трудоголизме в современных психологических исследованиях (в соавт. с Климовой О.А.) // Национальный психологический журнал. 2015. №. 1 (17). С. 52-60.
- Профессиональные деформации в спорте высших достижений (в соавт. с Климовой О.А.) // Национальный психологический журнал. 2015. №. 2 (18). С. 11-20.

Принимала участие в качестве приглашенного докладчика в 28 конференциях в более чем 10 странах мира, среди которых Испания, Франция, Италия, Япония, Швеция, Нидерланды и т.д. Она провела более 20 научно-исследовательских работ, с помощью которых внесла весомый вклад в развитие современной психологии.

## Преподавательская деятельность
Является автором 18 различных учебных курсов, среди которых курсы в таких разделах, как спортивная психология, организационная психология, психология переговоров и экстремальная психология. На данный момент преподает на факультете психологии МГУ следующие из них:
- Психология мотивации персонала
- Психология кризисных ситуаций в спорте высших достижений
- Обеспечение работы психологических служб в организациях
- Психологическая саморегуляция участников переговорного процесса

Под её руководством защищено более 50 дипломных работ и магистерских диссертаций.
Является членом коллектива авторов учебников, рекомендованных УМО по классическому университетскому образованию для студентов вузов, обучающихся по направлению подготовки «Психология». Валентина Владимировна в составе этого коллектива внесла свой вклад в написание 4 книг:
- Организационная психология (под ред. А.Б. Леоновой). М.: ИНФРА-М, 2013;
- Организационная психология: Учебник (под общей редакцией А.Б. Леоновой, 2-е издание), 2014;
- Психология труда, инженерная психология и эргономика (под ред. Е.А.Климова, О.Г.Носковой, Г.Н.Солнцевой) М.: Изд-во ЮРАЙТ, 2015;
- Психология труда, инженерная психология и эргономика: учебник для академического бакалавриата" (2-е изд.), 2016.